# Powiat dobromilski (Galicja)
Powiat dobromilski – dawny powiat kraju koronnego Królestwo Galicji i Lodomerii, istniejący w latach 1876–1918.
Powiat powstał 1 października 1876 z obszaru zniesionego powiatu birczańskiego.
Siedzibą c.k. starostwa był Dobromil. Powierzchnia powiatu w 1879 roku wynosiła 9,165 mil kw. (527,35 km²), a ludność 53 186 osób. Powiat liczył 104 osady, zorganizowanych w 94 gminy katastralne.
Na terenie powiatu działały 2 sądy powiatowe – w Dobromilu i Birczy.
Po przejściu pod administrację polską po I wojnie światowej funkcjonował on jako powiat dobromilski.

## Starostowie powiatu
- Piotr Skwarczyński (1879)
- Juliusz Friedrich (1882)
- Tadeusz Szawłowski (do 1889)[2]
- Alojzy Zsitkowski (1890)

## Komisarze rządowi
- Julian Hornicki (1879)
- Władysław Korosteński (1882)
- Piotr Dobrzański-Hubal (1890)
- Mieczysław Zadora-Paszkudzki (koniec XIX wieku)

## Komisarze powiatowi
- Adolf Hanik (1917)[3]

## Gminy w 1876 roku
Arłamów, Bircza (m), Bircza Stara, Boguszówka, Boniowice, Borysławka, Brzeżawa, Brzuska, Dobra, Dobromil (m) (z Engelsbrunn), Dobrzanka, Falkenberg, Grabownica Sozańska, Grąziowa, Grodzisko, Hłomcza, Hubice, Huczko, Hujsko, Huta Brzuska, Huwniki, Iskań, Jabłonica Ruska, Jamna Dolna, Jamna Górna, Jasienica Sufczyńska, Jawornik Ruski, Jureczkowa, Kalwaria Pacławska, Katyna, Kniażpol, Komarowice, Kopysno, Korzeniec, Kotów, Krajna, Kreców, Kropiwnik, Kuźmina, Kwaszenina, Lachawa, Lacko, Leszczawa Dolna, Leszczawa Górna, Leszczawka, Leszczyny, Lipa, Liskowate, Łodzina, Łodzinka Dolna, Łodzinka Górna, Łomna, Łopuszanka, Łopusznica, Makowa Rustykalna, Makowa-Kolonia, Malawa, Michowa, Nowa Wieś, Nowe Miasto, Nowosielce Kozickie, Nowosiółki Dydyńskie, Pacław, Paportno, Piątkowa, Pietnice, Polana, Posada Nowomiejska, Posada Rybotycka, Przedzielnica, Rosenburg, Rozpucie, Roztoka, Rudawka, Rybotycze, Sopotnik, Starzawa, Sufczyna, Tarnawa, Tarnawka, Trójca, Truszowice, Trzcianiec (z Krzywem), Ulucz, Wełykie, Wojtkowa, Wojtkówka, Wola Korzeniecka i Żohatyn (z Pracówką)